# Passo di Pennes
Il passo di Pennes (Penser Joch in tedesco, 2.211 m), è un valico alpino delle Alpi Retiche orientali, in provincia di Bolzano. Mette in comunicazione l'Alta Valle Isarco (in particolare la città di Vipiteno) con la città di Bolzano, attraverso la val di Pennes e la val Sarentino, percorrendo la Strada statale 508.
Il versante settentrionale è quello più scosceso e praticamente disabitato, mentre il versante meridionale sale più dolcemente (attraversando alcuni tunnel) ed è caratterizzato dalla presenza di piccoli centri abitati, tra cui Egg (Dosso), fino alla quota di 1.500 metri.

## Storia

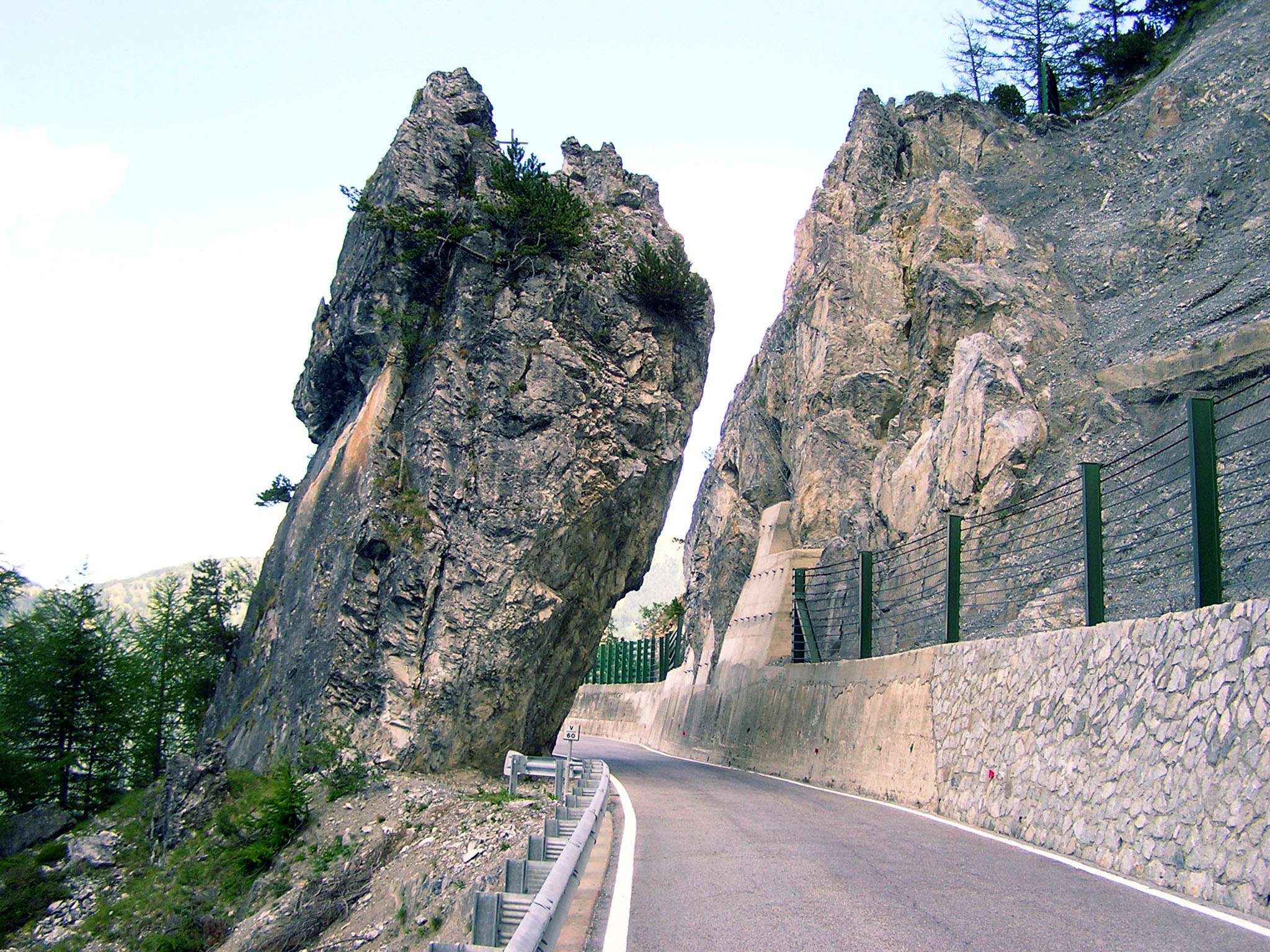
Un caratteristico passaggio della strada che da Vipiteno conduce al passo.

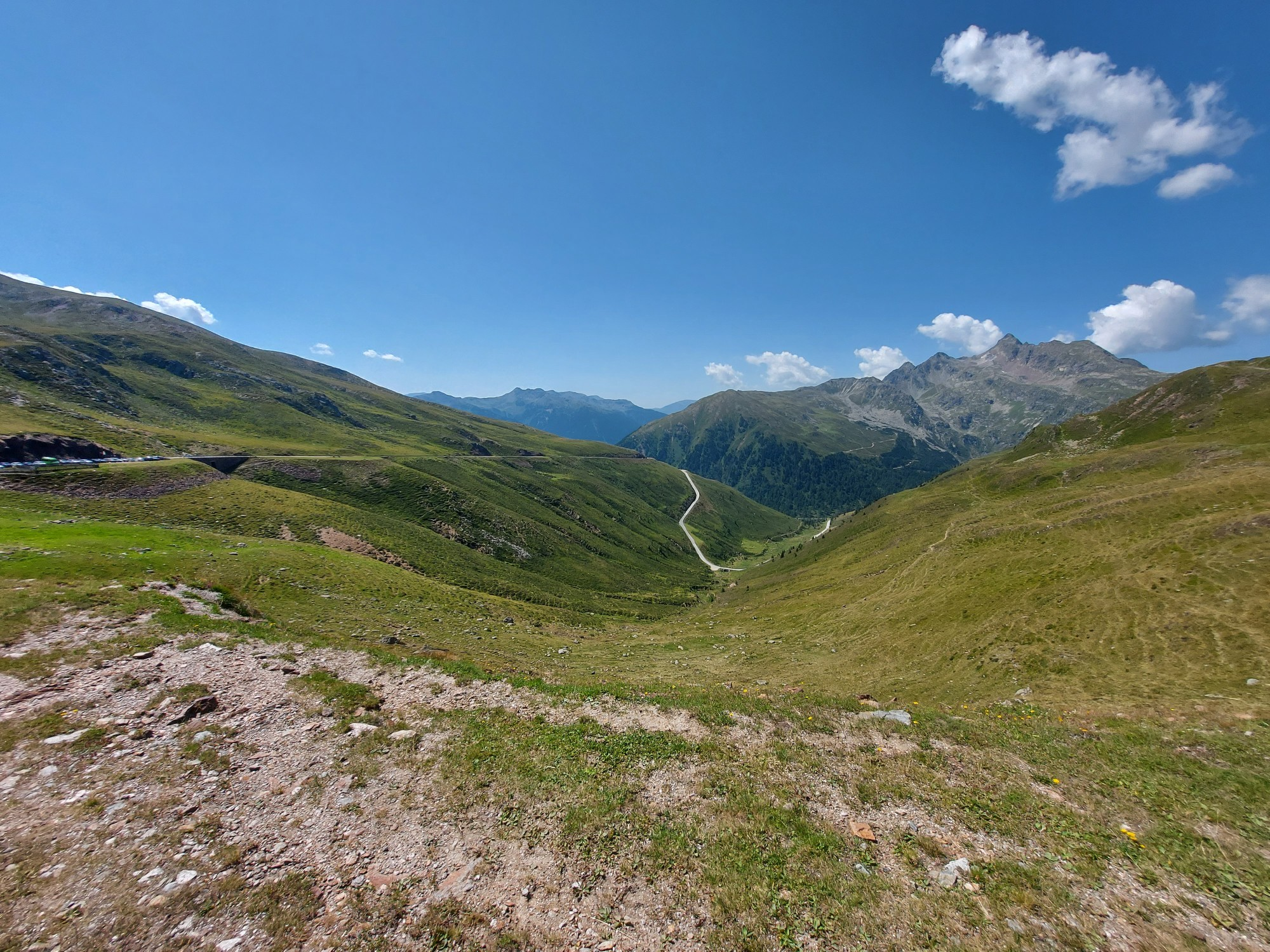
La strada che porta al Passo Pennes da Bolzano

La strada di accesso dal lato meridionale esiste da molto tempo, mentre quella d'accesso da Vipiteno è stata costruita per motivi strategici tra gli anni 1936-1938.
Negli anni recenti la strada è stata soggetta (e in parte lo è ancora) a opere di messa in sicurezza, con la costruzione di terrapieni e nuove gallerie.
Verso metà agosto sui tornanti si gareggia per il tradizionale "GP Passo Pennes Moser Bau" (Radrennen Großer Preis Penser Joch), per ciclisti e cicloamatori.